# John Duigan
John Duigan, né le 19 juin 1949 dans le Hampshire (Royaume-Uni), est un acteur, producteur, réalisateur et scénariste australien.

## Biographie
Il a émigré en Australie en 1961 et en a pris la nationalité.

## Filmographie

### comme réalisateur
- 1975 : The Firm Man (en)
- 1976 : The Trespassers (en)
- 1978 : Mouth to Mouth (en)
- 1979 : Dimboola (en)
- 1981 : Winter of Our Dreams
- 1982 : Far East
- 1984 : One Night Stand
- 1987 : Room to Move (TV)
- 1987 : Vietnam (feuilleton TV)
- 1987 : The Year My Voice Broke (Australian Graffiti)
- 1988 : Fragments of War: The Story of Damien Parer (TV)
- 1989 : Romero, le sang de l'archevêque (Romero)
- 1991 : Flirting
- 1993 : Wide Sargasso Sea (en)
- 1994 : Sirènes (Sirens)
- 1995 : The Journey of August King
- 1996 : The Leading Man
- 1997 : Lawn Dogs
- 1999 : Molly
- 2000 : Paranoid
- 2001 : The Parole Officer
- 2004 : Nous étions libres (Head in the Clouds)

### comme scénariste
- 1972 : Bonjour Balwyn
- 1975 : The Firm Man (en)
- 1976 : The Trespassers (en)
- 1978 : Mouth to Mouth (en)
- 1981 : Winter of Our Dreams
- 1982 : Far East
- 1984 : One Night Stand
- 1987 : Room to Move (TV)
- 1987 : The Year My Voice Broke (Australian Graffiti)
- 1988 : The Dirtwater Dynasty (feuilleton TV)
- 1988 : Fragments of War: The Story of Damien Parer (TV)
- 1991 : Flirting
- 1994 : Sirènes (Sirens)
- 2000 : Paranoid
- 2004 : Nous étions libres (Head in the Clouds)

### comme acteur
- 1972 : Bonjour Balwyn : Kevin Agar
- 1973 : Dalmas (en) : Film Director
- 1975 : The Firm Man (en) : Diner
- 1994 : Sirènes (Sirens) : Earnest Minister

### comme producteur
- 1975 : The Firm Man (en)
- 1978 : Mouth to Mouth (en)